# Badó Rajmund
Badó Rajmund (Budapest, 1902. augusztus 15. – New York, 1986. december 31.) olimpiai bronzérmes, Európa-bajnok birkózó. 
1922-től az FTC (Ferencvárosi Torna Club) birkózója volt. Eredményeit a kötöttfogású birkózás nehézsúly súlycsoportjában érte el. Mint fiatal tehetséget, benevezték az 1924. évi olimpiára, ahol a 3. helyen végzett. Az 1927. évi budapesti Európa-bajnokságon – az FTC sportolói közül, a birkózáson kívüli sportágakat tekintve is elsőként – aranyérmet nyert.  A magyar csapat tagja volt az 1928. évi amszterdami olimpián is, ahol a 6. helyet szerezte meg. 
1934-től Egyiptomban telepedett le, ahol edzőként működött. Életének további részéről nincsenek részletes adatok.

## Sporteredményei
Valamennyi eredményét a kötöttfogású birkózás nehézsúly súlycsoportjában érte el.
- olimpiai 3. helyezett: 1924, Párizs
- olimpiai 6. helyezett: 1928, Amszterdam
- Európa-bajnok: 1927, Budapest
- Európa-bajnoki 2. helyezett: 1925, Milánó
- magyar bajnok: 1926, 1928, 1929, 1930, 1931